# Effet d'hystérèse du chômage
L'effet d'hystérèse du chômage est un phénomène économique qui désigne une situation où le taux de chômage d'équilibre continue d'augmenter ou stagne à un niveau élevé alors que le choc qui a causé l'augmentation du chômage a disparu. 

## Concept

### Définition
L'effet d'hystérèse est, à l'origine, un concept de science physique. Il désigne la « propriété d'un système qui tend à demeurer dans un certain état quand la cause extérieure qui a produit le changement d'état a cessé ». Le concept est utilisé en 1986 par Olivier Blanchard et Lawrence Summers dans un article académique qui marque l'histoire de la discipline, « Hysteresis And The European Unemployment Problem » (L'hystérèse et le problème du chômage européen). Ils utilisent le concept pour expliquer la permanence du chômage structurel en Europe dans les périodes d'expansion économique.

### Facteurs explicatifs
Le premier facteur explicatif de l'effet d'hystérèse est la dégradation du capital humain. Les chômeurs de longue durée connaissent une dévalorisation de leur capital humain : ils sont considérés par les employeurs comme moins productifs, donc moins rentables ; en d'autres termes, leur employabilité se dégrade aux yeux des recruteurs, causant un chômage de longue durée auto-entretenu.
Un deuxième facteur explicatif est le niveau élevé des taux d'intérêt, qui cause une baisse de l'investissement. En début de la période d'expansion, les entreprises sont contraintes de réduire leurs investissements de capacité, elles n'embauchent pas.
Un troisième facteur, enfin, est le pouvoir de négociation des insiders. Pendant la récession, les salaires sont rigides à la hausse. En revanche, en période d'expansion, les insiders réclament des augmentations de salaire. Dans le cadre de la théorie des insiders-outsiders de Lindbeck et Snower (1989), l'entreprise est considérée très averse au risque du fait des coûts de rotation de la main d' œuvre. Ainsi, l'entreprise préfère rémunérer les insiders à un salaire réel plus élevé que le niveau concurrentiel plutôt que d'embaucher des outsiders pourtant prêts à recevoir un salaire plus faible.

## Historique
L'idée selon laquelle l'emploi, ou encore la production, peut stagner à un niveau élevé après avoir subi un choc quand bien même le choc a disparu, avait toutefois été comprise intuitivement par des économistes passés. Joseph Schumpeter mentionne le phénomène, et avant lui, Alfred Marshall. Dans première édition de ses Principes (1890), il écrit que « la principale cause de cette divergence est due au fait que la production normale d'un bien croit et qu'après s'être réduite à son niveau initial, il est peu probable que le prix de la demande et de l'offre reviennent, comme le supposerait la théorie pure, à leur niveau initial ».
Edmund Phelps a également repris la notion d'hystérèse en 1972. Il notait alors que « la transition d'un équilibre à l'autre tend à avoir des effets durables sur la force de travail, et ces effets peuvent être sensibles sur le taux de chômage d'équilibre pour un long moment [...] Le taux de chômage naturel [...] dépend à n'importe quel moment postérieur de la trajectoire historique [de l'économie] [...] une telle propriété est souvent qualifiée d'hystérèse ».
Toutefois, plus tard dans ses travaux, même si Phelps continue d'accorder une certaine importance à l'effet d'hystérèse, il considérait que « même si dans certains cas l'hystérèse est d'une grande importance, les données ne suggèrent pas que son importance soit répandue ». Il avait tendance à voir l'effet cliquet sur le taux de chômage comme la résultante des chocs pétroliers et des taux d'intérêt réels, qui allaient perdre selon lui en l'importance petit à petit.

## Conséquences

### Conjoncturel et structurel
- L'hystérèse résulte de la période de récession, ainsi, le chômage conjoncturel explique en quelque sorte le chômage structurel.
- Les politiques de stabilisation de la demande peuvent donc être efficaces pour résorber le chômage à long terme. En effet, l'effet de relance d'une politique budgétaire ou monétaire peut se traduire par un effet d'hystérèse de modification durable des comportements de consommation, et donc retrouver une efficacité à long terme.
- L'un des principaux canaux de l'effet d'hystérèse est la sortie du marché du travail d'agents économiques, c'est-à-dire la chute du taux d'activité. Ce phénomène touche principalement les travailleurs les moins productifs[6].

### Équilibre et déséquilibre
- L'effet d'hystérèse revient à dire que l'état d'équilibre de l'économie est fonction des situations de déséquilibres.
- Le taux de chômage d'équilibre est dynamique, il évolue dans le temps selon le degré de rigidité des marchés, mais aussi selon des phénomènes d'hystérèse.